# Etiopistyka
Etiopistyka, inaczej abisynistyka – dziedzina orientalistyki zajmująca się badaniem języków, kultur i historii Etiopii, w mniejszym stopniu również Erytrei. 

## Etiopistyka na świecie
Początki etiopistyki wiążą się z europejską ekspansją na Wschód w XV wieku. Od 1487 roku regularne stosunki z Etiopią utrzymywała Portugalia. Jeden z wysłanników misji portugalskiej do Etiopii, Francisco Alvares, po powrocie do ojczyzny po 6-letnim pobycie w Afryce sporządził pierwszy obszerny opis tego kraju. 
Ważną rolę w rozwoju etiopistyki odegrała kolonia mnichów etiopskich w Rzymie zgromadzona w klasztorze San Stefano dei Mori. Współpracowali z nimi m.in. Marianus Victorius, autor pierwszej gramatyki języka gyyz (wyd. w 1548 roku) oraz uważany za ojca etiopistyki Hiob Ludolf, autor gramatyk języków gyyz i amharskiego jak również pierwszej historii Etiopii. 
Po okresie względnej izolacji Etiopii od świata zewnętrznego, zainteresowanie jej kulturą wzrosło w Europie pod koniec XIX wieku. Wtedy to podróż do Etiopii w poszukiwaniu źródeł Nilu Błękitnego odbył James Bruce. Pozostawił on obszerny opis swej podróży, gdzie m.in. spisał wiele lokalnych tradycji i dał próbki języków etiopskich, np. gafat.
Pod koniec XIX wieku wskutek działalności podróżników, jak i w wyniku działań wojennych (złupienie przez Brytyjczyków cesarskiej biblioteki w Mekdeli po pokonaniu Teodora II), pojawiło się w Europie wiele rękopisów etiopskich. Uczeni szybko zdali sobie sprawę, że badanie literatury etiopskiej może mieć wielkie znaczenie dla biblistyki, semitystyki czy patrystyki, gdyż wskutek konserwatyzmu i izolacji Etiopia przechowała wiele tekstów uznanych dotychczas za zaginione (jak np. Księga Henocha czy Wniebowstąpienie Izajasza). Poznawanie tych rękopisów dało impuls do rozwoju badań nad językiem gyyz (tu zwłaszcza godne uwagi są monumentalne dzieła Augusta Dillmanna) i historią kultury etiopskiej.
W XX wieku etiopistyka stała się dyscypliną akademicką na europejskich uniwersytetach (m.in. Hamburg, Neapol, Londyn). Wielki wkład do etiopistyki wnieśli również w XX wieku uczeni etiopscy, zwłaszcza skupieni wokół Institute of Ethiopian Studies w Addis Abebie. W 2003 roku rozpoczęto wydawanie Encyclopedia Æthiopica (red. Siegbert Uhlig), która w założeniu ma podsumować dotychczasowy dorobek etiopistyki. Etiopistyką zajmują się specjalistyczne pisma: „Rassegna di studii etiopici”, „Annales d'Ethiopie”, „Journal of Ethiopian Studies”. 

## Znani etiopiści
- Bahru Zewde
- Merid Wolde Aregay
- Mesfin Woldemariam
- Taddesse Tamrat
- Antoine d’Abbadie
- Lionel Bender
- Enrico Cerulli
- Neville Chittick
- Marcel Cohen
- Carlo Conti Rossini
- August Dillmann
- Harold C. Fleming
- Angelo Del Boca
- Robert Hetzron
- Olga Kapeliuk
- Wolf Leslau
- Donald N. Levine
- Enno Littmann
- Hiob Ludolf
- Sylvia Pankhurst
- Richard Pankhurst
- Edward Ullendorff

## Etiopistyka w Polsce
Jedynym polskim etiopistą działającym przed wojną był Izaak Wajnberg, autor studiów o języku tigrinia. Po wojnie studia etiopistyczne prowadzono (i prowadzi się do dziś) na Wydziale Orientalistycznym Uniwersytetu Warszawskiego. Od niedawna naucza się również języka amharskiego na Uniwersytecie im. Adama Mickiewicza w Poznaniu. Wybitni polscy etiopiści to:
- Ewa Balicka-Witakowska
- Andrzej Bartnicki
- Witold Brzuski
- Stanisław Chojnacki
- Aleksander Ferenc
- Stanisław Kur
- Joanna Mantel-Niećko
- Stefan Strelcyn
- Izaak Wajnberg
- Witold Witakowski
- Ewa Wołk-Sore